# 叶西普列沃农村居民点
叶西普列沃农村居民点（俄语：Есиплевское сельское поселение）是俄罗斯联邦弗拉基米尔州科利丘吉诺区所属的一个农村居民点。其下辖有20个居民点，行政中心为叶西普列沃。据2016年统计，该农村居民点的人口为1058人。